# Étoutteville
Étoutteville – miejscowość i gmina we Francji, w regionie Normandia, w departamencie Sekwana Nadmorska.
Według danych na rok 1990 gminę zamieszkiwało 409 osób, a gęstość zaludnienia wynosiła 35 osób/km² (wśród 1421 gmin Górnej Normandii Étoutteville plasuje się na 524. miejscu pod względem liczby ludności, natomiast pod względem powierzchni na miejscu 260.).